# Henri Ghesquière
Pour les articles homonymes, voir Ghesquière.
Henri Ghesquière, né le 28 août 1863 à Lille (Nord) et décédé le 1er septembre 1918 dans la même ville, est un homme politique français.

## Biographie
Ouvrier fileur, syndicaliste, il est révoqué et aucun patron ne l'embauche. Il devient marchand de journaux ambulants. Adjoint au maire de Lille de 1896 à 1904, conseiller général, il est député du Nord de 1906 à 1918 inscrit au groupe socialiste. Emprisonné par les Allemands en 1914, il meurt des suites de sévices subis lors de sa détention en tant qu'otage, en septembre 1918.

## Hommage
- Un monument à Lille est inauguré le 3 septembre 1922[3].

- Une rue de Lomme, de Hellemmes de Coudekerque-Branche, de Wattrelos, de Ronchin, de Faches-Thumesnil, de Provin, de Loos, de Croix, de Wahagnies, de Sin-le-Noble, de Emmerin, de Lesquin, de Lys-lez-Lannoy, de Wignehies, de Fenain ainsi qu'une rue d'Halluin portent son nom[4].

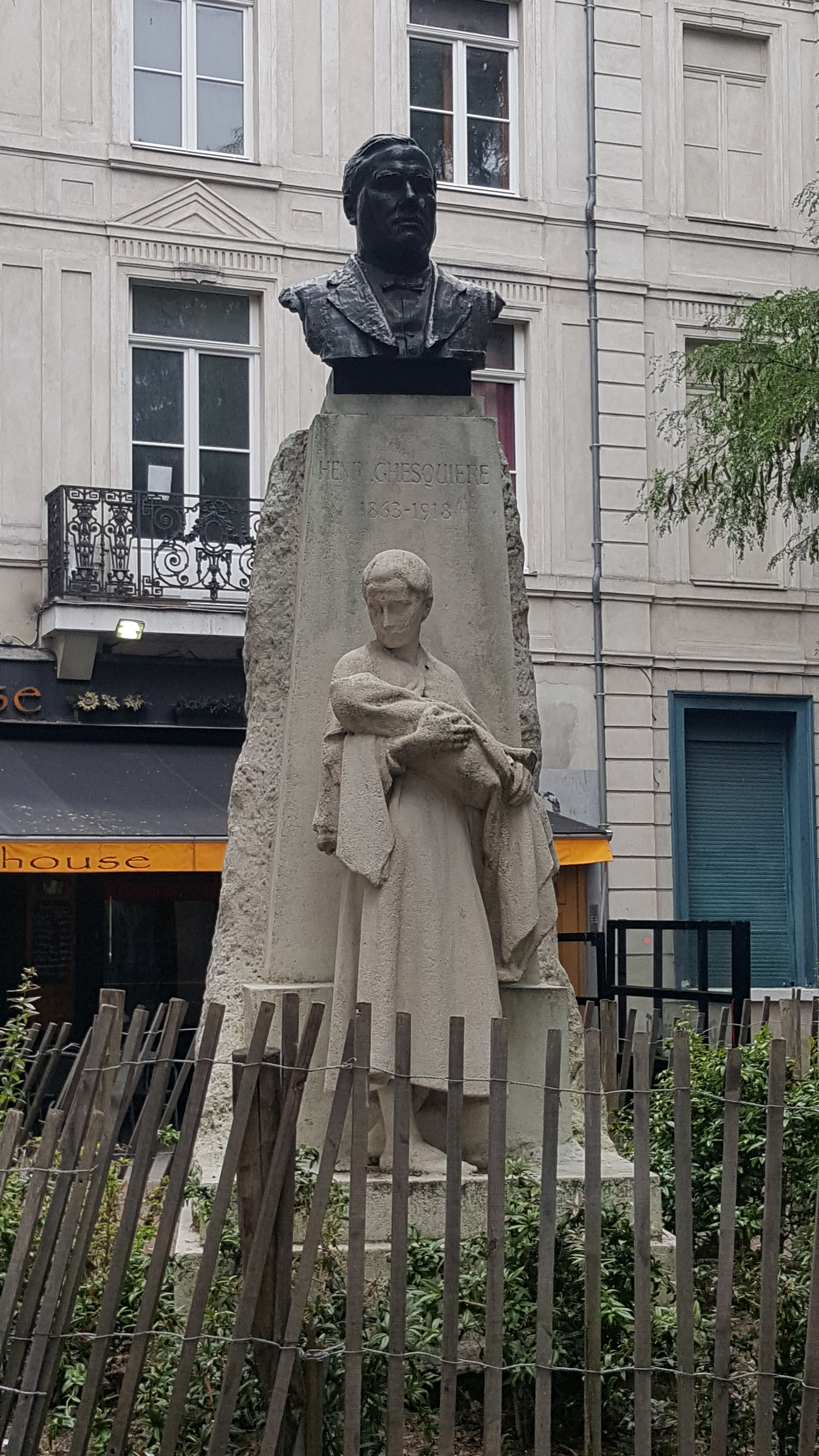
Monument à Henri Ghesquière.
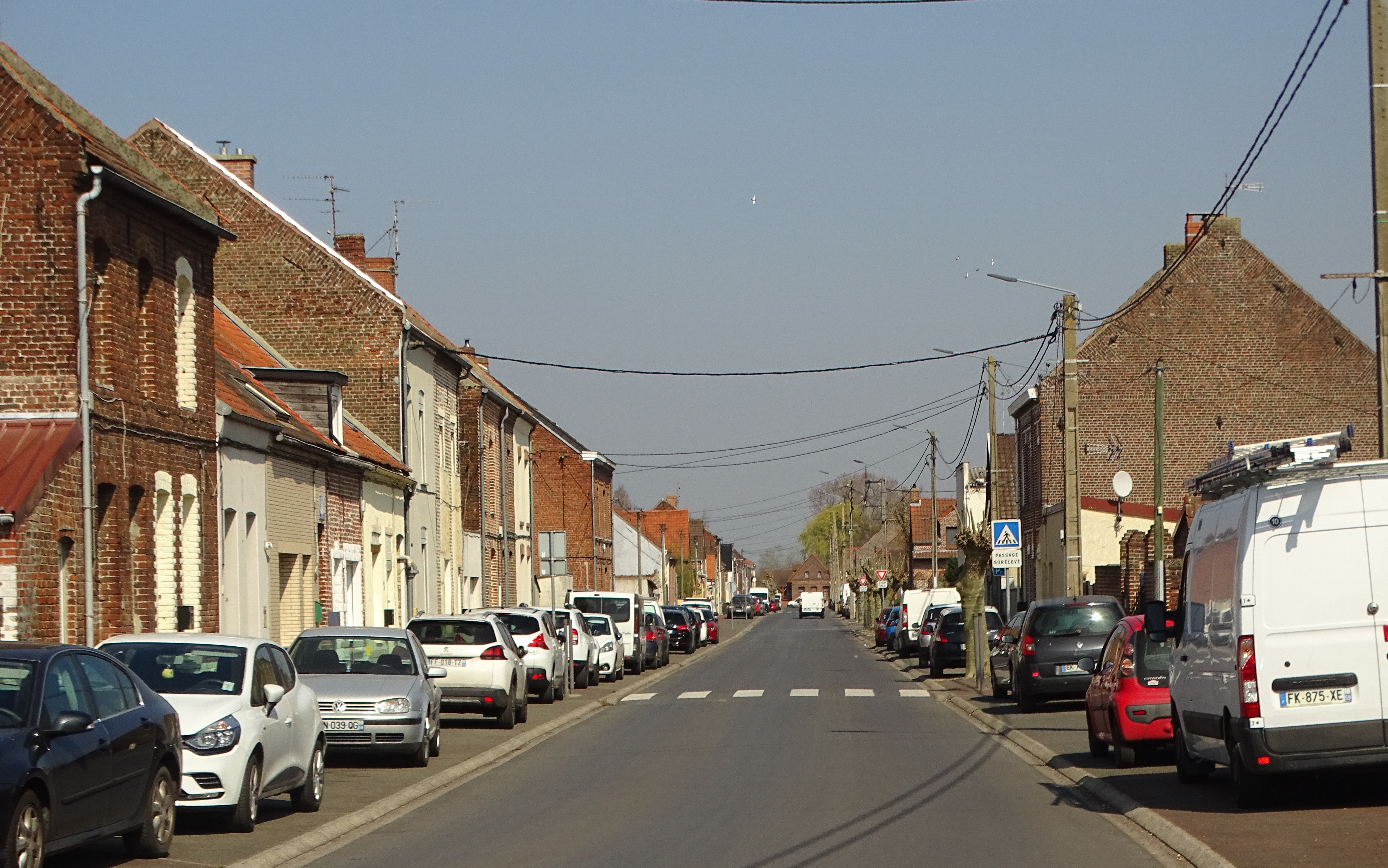
Rue Henri-Ghesquière, à Fenain.
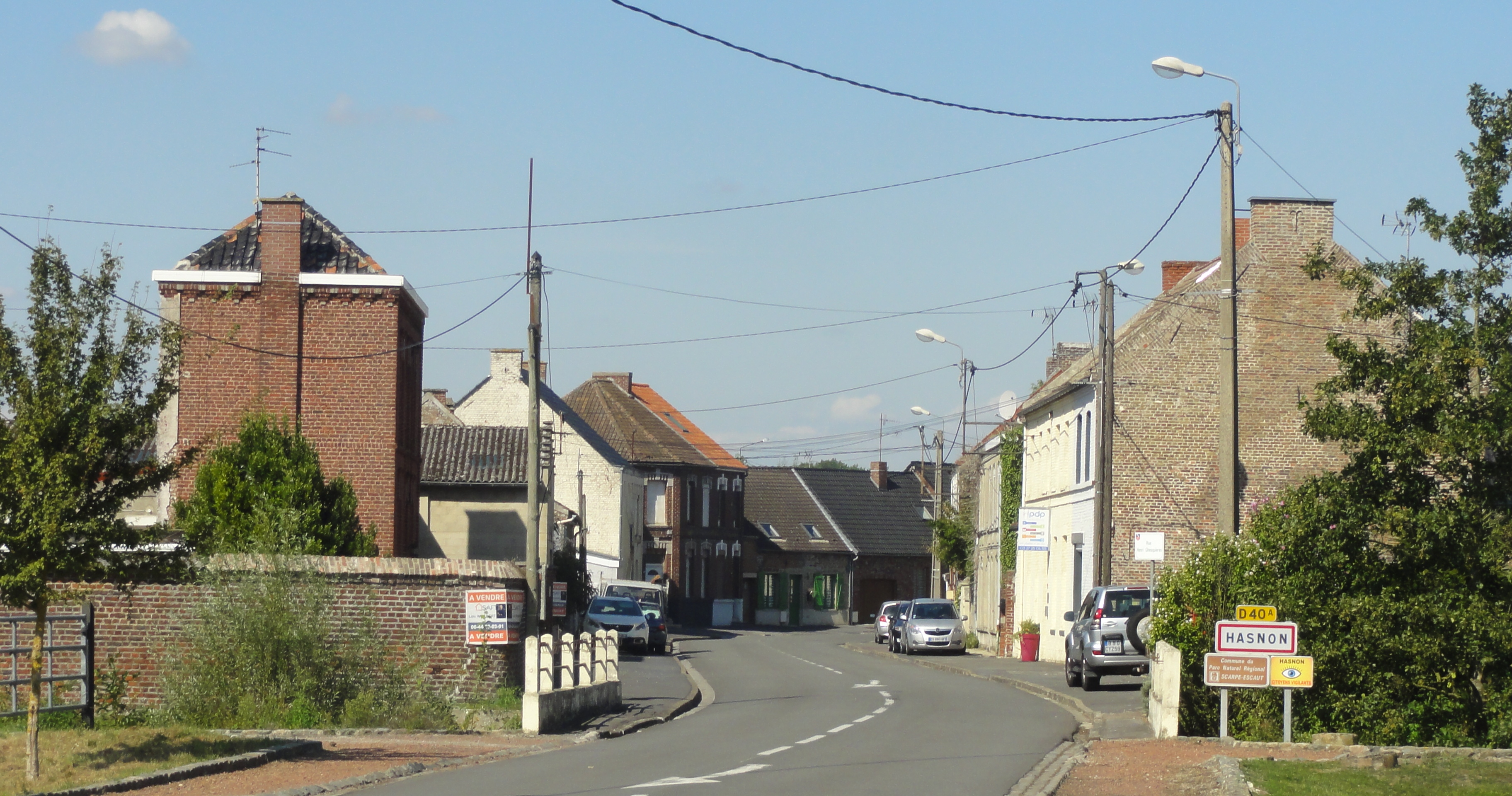
Rue Henri-Ghesquière, à Hasnon.